# Діагональ слона
«Діагональ слона» (фр. La Diagonale du fou) — фільм-драма спільного виробництва Франції, Люксембургу та Швейцарії, поставлений у 1984 році режисером Рішаром Дембо. Стрічка стала лауреатом премії Оскар 1985 року за найкращий фільм іноземною мовою та кінопремії Сезар за найкращий дебютний фільм .

## Сюжет
Аківа Лібскінд (Мішель Пікколі) представляє СРСР на чемпіонаті з шахів у швейцарській Женеві. Він непереможний, ним пишається увесь Радянський Союз, але чоловік слабкий здоров'ям, і ланцюг його перемог може обірватися будь-якої хвилини. Супротивником Якоба на чемпіонаті став Павіус Фромм (Александр Арбат), що втік з СРСР до Швейцарії. Він розумний і хитрий, зневажає правила та намагається порушити розклад супротивника і таким чином збити концентрацію Лібскінда, запізнившись на перший хід. Нахабство Фромма вражає Аківу, і він пише скаргу журі. Коли Лібскінд погрожує від'їздом, Фромм пише формальне вибачення, щоб не втратити шанс перемогти чемпіона.

В результаті таких ходів поза шахівницею обидва шахісти починають здавати — Лібскінд фізично, а Фромм — ментально.

## У ролях
| Мішель Пікколі       | ···· | Аківа Либскінд                             |
| Александр Арбат      | ···· | Павіус Фромм                               |
| Лів Ульман           | ···· | Марина Фромм                               |
| Леслі Карон          | ···· | Геня Лібскінд                              |
| Войцех Пшоняк        | ···· | гросмейстер Фелтон, команда Фромма         |
| Жан-Юг Англад        | ···· | Міллер, команда Фромма                     |
| Данієль Ольбрихський | ···· | Так-Так, команда Лібскінда                 |
| Юбер Сен-Макарі      | ···· | Фолдс                                      |
| Мішель Омон          | ···· | Степан Іванович Керосян, команда Лібскінда |
| П'єр Мікаель         | ···· | Яшвілі                                     |
| Серж Аведікян        | ···· | Фаденко                                    |
| П'єр Віаль           | ···· | Антон Геллер                               |
| Бернгард Віккі       | ···· | Пюль                                       |
| Жак Буде             | ···· | Стуффлі                                    |
| Бенуа Режан          | ···· | Барабаль                                   |

## Визнання
| Нагороди та номінації фільму «Діагональ слона» | Нагороди та номінації фільму «Діагональ слона» | Нагороди та номінації фільму «Діагональ слона» | Нагороди та номінації фільму «Діагональ слона» | Нагороди та номінації фільму «Діагональ слона» | Нагороди та номінації фільму «Діагональ слона» |
| Рік                                            | Кінофестиваль/кінопремія                       | Категорія/нагорода                             | Номінант                                       | Результат                                      |                                                |
| ---------------------------------------------- | ---------------------------------------------- | ---------------------------------------------- | ---------------------------------------------- | ---------------------------------------------- | ---------------------------------------------- |
| 1984                                           | Приз Луї Деллюка                               | Приз Луї Деллюка                               | Рішар Дембо                                    | Перемога                                       |                                                |
| 1984                                           | Премія національної кіноакадемії, Франція      | Премія національної кіноакадемії, Франція      | Рішар Дембо                                    | Перемога                                       |                                                |
| 1985                                           | Премія «Оскар»                                 | Найкращий фільм іноземною мовою                | Діагональ слона                                | Перемога                                       |                                                |
| 1985                                           | Золотий глобус                                 | Найкращий фільм іноземною мовою                | Діагональ слона                                | Номінація                                      |                                                |
| 1985                                           | Премія Сезар                                   | Найкращий дебютний фільм                       | Діагональ слона                                | Перемога                                       |                                                |
| 1985                                           | Премія Сезар                                   | Найкращий актор                                | Мішель Пікколі                                 | Номінація                                      |                                                |
| 1985                                           | Премія Сезар                                   | Найперспективніший актор                       | Бенуа Режан                                    | Номінація                                      |                                                |